# Lex curiata de imperio
En la constitución de la Antigua Roma, la lex curiata de imperio (plural leges curiatae) era la norma legal que confirmaba los derechos de los altos magistrados a ejercer el poder público o imperium. En teoría fue aprobada por la Comitia curiata, que también era la fuente de las leges curiatae relativas a la adopción (adrogatio).
En la República tardía, los historiadores y los teóricos políticos consideraron que la necesidad de esta ley se remontaba al período monárquico, cuando los reyes posteriores a Rómulo tuvieron que someterse a la ratificación del pueblo romano. Como muchos otros aspectos de la ley y la religión en la Antigua Roma, la lex curiata se atribuyó a Numa Pompilio, el segundo rey de Roma. Este origen parece haber sido construido después del hecho para justificar la necesidad de la ley, en un momento en que ya no se conocía la intención original de la ceremonia que confería el imperium. Sin embargo, se afirmaba que los dos últimos reyes habían gobernado sin dicha ratificación, lo que en todo caso podría haber sido una aclamación más informal.
La ley fue aprobada en una asamblea que durante la República tardía sólo existía de forma nominal, la Comitia curiata, la representación de las curiae; se suponía que las curiae eran las treinta divisiones políticas creadas por Rómulo, que recibían su nombre en honor a las mujeres sabinas (que eran de Cures, en territorio de los sabinos). Estas unidades políticas fueron reemplazadas ya en 218 a. C. por lictores; el pueblo ya no se reunía, pues cada curia estaba representada por un lictor y la confirmación era virtualmente automática, a menos que un tribuno decidiera oponerse. Incluso entonces, un magistrado no confirmado podría seguir desempeñando las funciones de su cargo a pesar de todo. En la República tardía, un magistrado podría simplemente prescindir de esta ratificación alegando su imperium, o un legislador podría incluir una disposición en una ley que convirtiera en redundante una ley de la curia. Los censores, en cambio, eran confirmados por otra asamblea, la Comitia centuriata. Por todo ello, no queda claro el propósito de la lex curiata, y según S. P. Oakley: «El origen, la naturaleza y la importancia de la lex curiata de imperio ha sido objeto de un amplio e inconcluso debate.»
En algunos casos se ha especulado que era la que confería el derecho a realizar auspicios, aunque no los estudiosos no son unánimes en este punto. H. S. Versnel, en su estudio sobre el triunfo romano, sostenía que la lex curiata de imperio era un requisito para que un comandante pudiera celebrar un triunfo. El imperium, sostiene Versnel, no se concedía a un comandante en el ámbito político, sino que era una cualidad del hombre que se manifestaba en él y que era reconocida de forma ceremonial por una lex curiata de imperio; La lex no era fundamental para la obtención de imperium o auspicium, sino más bien el acto mediante el cual el pueblo expresaba su reconocimiento de esa autoridad.
Aun cuando la lex curiata acabara siendo esencialmente ceremonial, conservaba la autoridad suficiente para ser útil como táctica política cuando se la evocaba. Los tribunos podían dificultar su aprobación; los cónsules del 54 a. C. carecían de la lex y se cuestionaba su legitimidad para ejercer de gobernadores como procónsules; durante la segunda guerra civil de la República romana los cónsules del 49 a. C. utilizaron la propia inexistencia de una lex como pretexto para no llevar a cabo la elección de sus sucesores.